# Jeannine Worms
Pour les articles homonymes, voir Worms.
Jeannine Worms, né Éliane Metzger le 19 avril 1923 à Buenos Aires (Argentine) et morte le 28 avril 2006 à Paris 8e, est une dramaturge et femme de lettres française.
Le 17 décembre 2019, une allée portant son nom, l'allée Jeannine Worms, a été inaugurée dans les jardins des Champs-Elysées à Paris, reliant le théâtre Marigny à l’avenue Matignon.

## Parcours
L'histoire d’Éliane Jeannine Metzger traverse ce siècle brutal. Elle a parcouru le monde en des temps troublés. Sa famille avait quitté l'Est de la France puis la France même pour échapper aux guerres. Elle naquit en Argentine.
Enfant, elle vint à Paris mais, devant la menace des persécutions antisémites, elle dut repartir avec les siens, heureusement munis du passeport argentin. À Buenos Aires, elle tira profit des enseignements de Roger Caillois et Paul Bénichou dont elle resta proche.
L'après-guerre fut plus faste. Après un séjour au Brésil, elle s'installa à Paris et savoura avec son mari Gérard Worms les belles années de Saint-Germain-des-Prés et de Saint-Tropez. Elle rejoignit alors à la fois la « vie parisienne » et la société des lettres. Son vaste cercle d'amis comptait parmi les plus proches Jean Cocteau, Emil Cioran, Eugène Ionesco, des peintres tels que Youla Chapoval, Pierre Tal Coat, Angel Alonso et Arthur-Luiz Piza. Elle se trouvait bien parmi ces Roumains, ces Latino-américains avec lesquels elles partageait et le sentiment de l'exil et une redoutable exigence morale.
Femme de lettres, Jeannine Worms a parcouru tous les genres, refusant de se laisser enfermer et surtout de céder aux modes. Parisienne certes, mais intègre d'abord. Le leitmotiv de son œuvre aura été la réflexion sur les mensonges et les apparences. Mensonges véniels mais quotidiens qui minent le couple et masquent la violence sous-jacente. Mensonges collectifs devant la mort, portés par des prêches où l'homme devrait porter la culpabilité d'un destin qu'il n'a pas choisi. Le théâtre, l'essai et le roman portent tous la marque de ce travail.

## Aphorisme
Son goût pour l’aphorisme lui a fait privilégier la brièveté sur scène. Des œuvres courtes, des saynètes cruelles, au plus près du trivial et déjà contraignant le spectateur à se mettre soi-même en cause. Quand elle écrit ou revoit ses textes, Jeannine Worms traque le « gras », tout ce qui ralentit. Dans ses essais, son style reste aigu, véhément. Son souci d’élégance intellectuelle va de pair avec celui de l’honnêteté ne laissant pas de place pour les compromis.
Elle a aimé les acteurs (comme Denise Gence ou Delphine Seyrig, entre autres) et n'a jamais cessé jusqu'à la fin de ses jours de fréquenter les théâtres. Ses pièces sont des classiques contemporains, étudiées dans les écoles d'art dramatique et encore régulièrement jouées. Elles ont été abondamment traduites et mises en scène dans le monde.
Chez Jeannine Worms l’affirmation d’un style l’emporta sur celui d'un genre, et ce à partir d’une posture intellectuelle très déterminée. En aucun cas elle ne porta une pensée systématique, effrayée par l’esprit de sérieux sorbonnicole et élevée loin des bornages académiques, elle peut être située dans le rang des adeptes du « gai savoir ». Elle a traqué le conformisme en jouant sur les vertus du divertissement théâtral et en maniant ces flèches qui faisaient le bonheur des moralistes du grand siècle.
Dans son dernier texte, Les Ratés de l’éternité, Jeannine Worms reprit son dialogue avec la Funeste et fit d’elle le personnage central d’un Theatro mundi impitoyable. Cette cosmogonie rapportée à celles de la physique contemporaine ou des grandes religions est irrespectueuse, blasphématoire.
Jeannine Worms fut une sorte de Diogène au féminin. Elle a assumé la bassesse de l’homme et magnifié son courage. La camarde contre laquelle, petite femme, elle s'était dressée avec véhémence, vient d'emporter une rebelle. La rébellion portée par ses textes nous reste.

### Œuvres récentes
- Le Calcul, La Différence, 1983
- Duetto, La Différence, 1983
- L'Impardonnable suivi de Petit traité de la dilatation du moi, La Différence, 1987
- Archiflore, Actes Sud-Papiers, 1988
- Liens, Actes Sud-Papiers, 1989
- Vies de la mort, La Différence, 1992
- Le calcul suivi de Vingt comédies minute, éd. des Quatre-Vents, 1996
- Pièces pendulaires : Le téléphone suivi de Tout à l'heure, L'avant-Scène, 2002
- Pièces culinaires : La recette suivi de Un gros gâteau, L'avant-Scène, 2002
- Les Ratés de l'éternité, éd. Faustroll, 2005 (consultable en ligne)

### Romans, récits
- Il ne faut jamais dire fontaine (Fasquelle-Grasset)
- Les Uns et les autres (Fasquelle-Grasset)
- Un magnolia (Gallimard)
- Album de là-bas (Table Ronde)
- Album de là-bas, adaptation de Gérard Bonal. (TriArtis Editions, coll. L'Invitation aux voyages / Biarritz, Paris, 2016 -  (ISBN 978-2-916724-81-2))
- Souvenirs d'une étourdie (à paraître)

### Théâtre
- Archiflore (Théâtre, n°347, 1965 ; réed. Actes Sud-Papiers, 1988), créé à Rennes, à la Maison de la Culture, en 1975
- Rêver pour vivre, saynète (L'Avant-Scène Théâtre, 357, 1966)
- Pardon Monsieur (L'Avant-Scène Théâtre, 393, 1967)
- Duetto (La Différence)
- Avec ou sans arbres (Papiers)
- Liens (Papiers)
- Un chat est un chat (Librairie Théâtrale)
- Pièces de femmes (Librairie Théâtrale)
- La Boutique (Librairie Théâtrale)
- Les Cercles suivi de Un air pur (Librairie Théâtrale)
- La Bobine (Librairie Théâtrale)
- Calcul suivi de Vingt comédies-minute (L'Avant-Scène Théâtre, Collection des Quatre-Vents)
- Pièces pendulaires (réunissant Le Téléphone et Tout à l'Heure, L'Avant-Scène Théâtre, Collection des Quatre-Vents)
- Pièces Culinaires (réunissant La Recette et Un Gros Gâteau, L'Avant-Scène Théâtre, Collection des Quatre-Vents)

### Poésie
- Dans le Rien (gravé par Piza, Éditions Laure Matarasso, épuisé)
- Poèmes à G. (gravé par Piza, Éditions A. B.)

### Essais
- Les Ratés de l'éternité (Ed. Faustroll)
- Entretiens avec Roger Caillois (La Différence)
- Vies de la Mort (La Différence, recueil)
- Apologie du mensonge (Fasquelle-Grasset)
- D'une malédiction (Gallimard)
- L'Impardonnable (La Différence)
- Petit Traité de la dilatation du Moi (La Différence)
- Les Pardonnées (La Différence)

### Traductions
- De l'espagnol : Ramón María del Valle-Inclán, Lumières de bohême, théâtre (Éditions T.N.P. & Gallimard)
- Du portugais (brésilien) : José Lins do Rego, L'Enfant de la plantation, récit (Éditions des Deux Rives, épuisé)